# Кирхенпингартен
Кирхенпингартен (нем. Kirchenpingarten) — община  в Германии, в Республике Бавария. 
Подчиняется административному округу Верхняя Франкония. Входит в состав района Байройт. Подчиняется управлению .  Население составляет 1359 человек (на 31 декабря 2010 года). Занимает площадь 33,55 км². Местные регистрационные номера транспортных средств (коды автомобильных номеров) (нем. Kraftfahrzeugkennzeichen) — BT.
Община подразделяется на 16 сельских округов.

## Население
По оценке на 31 декабря 2015 года население общины Кирхенпингартен составляет 1244 чел. 

| Дата      | 1840 | 1871 | 1900 | 1925 | 1939 | 1950 | 1961 | 1970 | 1987 | 2011 |
| --------- | ---- | ---- | ---- | ---- | ---- | ---- | ---- | ---- | ---- | ---- |
| Население | 1110 | 1337 | 1175 | 1147 | 1149 | 1348 | 1157 | 1220 | 1118 | 1289 |

| Год       | 1960 | 1970 | 1980 | 1990 | 2000 | 2009 | 2010 | 2011 | 2012 | 2013 | 2014 | 2015 |
| --------- | ---- | ---- | ---- | ---- | ---- | ---- | ---- | ---- | ---- | ---- | ---- | ---- |
| Население | 1153 | 1189 | 1117 | 1204 | 1370 | 1382 | 1359 | 1286 | 1270 | 1264 | 1241 | 1244 |